# Championnats du monde juniors d'athlétisme 2002
Navigation
Édition précédente Édition suivante
Les 9es Championnats du monde juniors d'athlétisme ont eu lieu du 16 au 21 juillet 2002 à Kingston en Jamaïque.

## Résultats

### Hommes
| Épreuves          | Or                                                                                             | Argent                                                                             | Bronze                                                                            |
| 100 m             | Darrel Brown Trinité-et-Tobago 10 s 09 CR                                                      | Marc Burns Trinité-et-Tobago 10 s 18 PB                                            | Willie Hordge États-Unis 10 s 36                                                  |
| 200 m             | Usain Bolt Jamaïque 20 s 61                                                                    | Brendan Christian Antigua-et-Barbuda 20 s 74                                       | Wes Felix États-Unis 20 s 82 PB                                                   |
| 400 m             | Darold Williamson États-Unis 45 s 37                                                           | Jonathan Fortenberry États-Unis 45 s 73                                            | Jermaine Gonzales Jamaïque 45 s 84 PB                                             |
| 800 m             | Alex Kipchirchir Kenya 1 min 46 s 59                                                           | Salem Amer al-Badri Qatar 1 min 46 s 63 NJR                                        | David Fiegen Luxembourg 1 min 46 s 66                                             |
| 1 500 m           | Yassine Bensghir Maroc 3 min 40 s 72 PB                                                        | Abdulrahman Suleiman Qatar 3 min 41 s 72                                           | Samwel Mwera Tanzanie 3 min 41 s 75                                               |
| 5 000 m           | Hillary Chenonge Kenya 13 min 28 s 30 CR                                                       | Markos Geneti Éthiopie 13 min 28 s 83 SB                                           | Gebre-egziabher Gebremariam Éthiopie 13 min 29 s 13                               |
| 10 000 m          | Gebre-egziabher Gebremariam Éthiopie 29 min 2 s 71                                             | Sileshi Sihine Éthiopie 29 min 3 s 74                                              | Solomon Bushendich Kenya 29 min 5 s 96                                            |
| 110 m haies       | Antwon Hicks États-Unis 13 s 42                                                                | Shi Dongpeng Chine 13 s 58                                                         | Shamar Sands Bahamas 13 s 67                                                      |
| 400 m haies       | L.J. van Zyl Afrique du Sud 48 s 89 CR                                                         | Kenneth Ferguson États-Unis 49 s 38 PB                                             | Bershawn Jackson États-Unis 50 s 00 PB                                            |
| 3 000 m steeple   | Michael Kipyego Kenya 8 min 29 s 54                                                            | David Kirwa Kenya 8 min 31 s 44                                                    | Abubaker Ali Kamal Qatar 8 min 33 s 67 NJR                                        |
| 10 km marche      | Vladimir Kanaykin Russie 41 min 41 s 40                                                        | Xu Xingde Chine 41 min 44 s 00                                                     | Lu Ronghua Chine 41 min 46 s 07                                                   |
| 4 × 100 m         | États-Unis Ashton Collins Wes Felix Ivory Williams Willie Hordge 38 s 92 WJR                   | Jamaïque Winston Hutton Orion Nicely Yhann Plummer Usain Bolt 39 s 15 NJR          | Trinité-et-Tobago Chevon Simpson Marc Burns Kevon Holder Darrel Brown 39 s 17 NJR |
| 4 × 400 m         | États-Unis Kenneth Ferguson Darold Williamson Ashton Collins Jonathan Fortenberry 3 min 3 s 71 | Jamaïque Sekou Clarke Usain Bolt Jermaine Myers Jermaine Gonzales 3 min 4 s 06 NJR | Japon Yamauchi Fujio Daisuke Sakai Yuki Yamaguchi Yosuke Inoue 3 min 5 s 80 AJR   |
| Saut en hauteur   | Andra Manson États-Unis 2,31 m WLJ                                                             | Zhu Wannan Chine 2,23 m PB                                                         | Germaine Mason Jamaïque 2,21 m                                                    |
| Triple saut       | Arnie David Giralt Cuba 16,68 m                                                                | Li Yanxi Chine 16,66 m PB                                                          | Aleksandr Sergeyev Russie 16,55 m                                                 |
| Saut en longueur  | Ibrahim Abdulla Al-Waleed Qatar 7,99 m PB                                                      | Fabrice Lapierre Australie 7,74 m PB                                               | Trevell Quinley États-Unis 7,71 m PB                                              |
| Saut à la perche  | Maksym Mazuryk Ukraine 5,55 m WLJ                                                              | Vladyslav Revenko Ukraine 5,55 m WLJ                                               | Vincent Favretto France 5,40 m                                                    |
| Lancer du poids   | Edis Elkasević Croatie 21,47 m WLJ                                                             | Sean Shields États-Unis 20,54 m                                                    | Mika Vasara Finlande 20,50 m                                                      |
| Lancer du disque  | Wu Tao Chine 64,51 m WLJ                                                                       | Dmitriy Sivakov Biélorussie 62,00 m                                                | Michal Hodun Pologne 61,74 m                                                      |
| Lancer du marteau | Werner Smit Afrique du Sud 76,43 m                                                             | Ali Mohamed Al-Zinkawi Koweït 73,69 m                                              | Aliaksandr Kazulka Biélorussie 72,72 m                                            |
| Lancer du javelot | Igor Janik Pologne 74,16 m                                                                     | Vladislav Shkurlatov Russie 74,09 m PB                                             | Jung Sang-Jin Corée du Sud 73,99 m PB                                             |
| Décathlon         | Leonid Andreyev Ouzbékistan 7 693 points                                                       | Nadir El Fassi France 7 677 points                                                 | Mikko Halvari Finlande 7 587 points                                               |

### Femmes
| Épreuves          | Or                                                                                            | Argent                                                                               | Bronze                                                                                 |
| 100 m             | Lauryn Williams États-Unis 11 s 33 PB                                                         | Simone Facey Jamaïque 11 s 43 PB                                                     | Marshevet Hooker États-Unis 11 s 48                                                    |
| 200 m             | Vernicha James Royaume-Uni 22 s 93 PB                                                         | Anneisha McLaughlin Jamaïque 22 s 94 PB                                              | Sanya Richards États-Unis 23 s 09                                                      |
| 400 m             | Monique Henderson États-Unis 51 s 10 SB                                                       | Sanya Richards États-Unis 51 s 49                                                    | Sheryl Morgan Jamaïque 52 s 61                                                         |
| 800 m             | Janeth Jepkosgei Kenya 2 min 00 s 80 WLJ                                                      | Lucia Klocová Slovaquie 2 min 01 s 73                                                | Juliana Paula de Azevedo Brésil 2 min 03 s 81 PB                                       |
| 1 500 m           | Viola Kibiwot Kenya 4 min 12 s 57 PB                                                          | Berhane Hirpassa Éthiopie 4 min 13 s 59                                              | Olesya Syreva Russie 4 min 14 s 32 PB                                                  |
| 3 000 m           | Meseret Defar Éthiopie 9 min 12 s 61                                                          | Mariem Alaoui Selsouli Maroc 9 min 16 s 28 PB                                        | Olesya Syreva Russie 9 min 16 s 58 PB                                                  |
| 5 000 m           | Meseret Defar Éthiopie 15 min 54 s 94                                                         | Tirunesh Dibaba Éthiopie 15 min 55 s 99                                              | Vivian Cheruiyot Kenya 15 min 56 s 04                                                  |
| 100 m haies       | Anay Tejeda Cuba 12 s 81                                                                      | Agnieszka Frankowska Pologne 13 s 16                                                 | Tina Klein Allemagne 13 s 23                                                           |
| 400 m haies       | Lashinda Demus États-Unis 54 s 70 WJR                                                         | Melanie Walker Jamaïque 56 s 03                                                      | Camille Robinson Jamaïque 56 s 14 PB                                                   |
| 4 × 100 m         | Jamaïque Sherone Simpson Kerron Stewart Anneisha McLaughlin Simone Facey 43 s 40 CR           | États-Unis Lauryn Williams Ashlee Williams Shalonda Solomon Marshevet Hooker 43 s 66 | Royaume-Uni Jade Lucas-Read Jeanette Kwakye Amy Spencer Vernicha James 44 s 22 PB      |
| 4 × 400 m         | États-Unis Christina Hardeman Monique Henderson Tiffany Ross Lashinda Demus 3 min 29 s 95 NJR | Royaume-Uni Kim Wall Amy Spencer Vernicha James Lisa Miller 3 min 30 s 46 NJR        | Russie Yelena Migunova Mariya Dryakhlova Yuliya Gushchina Tatyana Popova 3 min 34 s 49 |
| 10 km marche      | Fumi Mitsumura Japon 46 min 01 s 51 NJR                                                       | Liu Siqi Chine 46 min 07 s 15                                                        | Maryna Tsikhanava Biélorussie 46 min 14 s 67 SB                                        |
| Saut en longueur  | Adina Anton Roumanie 6,46 m PB                                                                | Wang Lina Chine 6,36 m                                                               | Esther Aghatise Nigeria 6,34 m                                                         |
| Triple saut       | Mabel Gay Cuba 14,09 m                                                                        | Yarianna Martínez Cuba 13,74 m                                                       | Keila da Silva Costa Brésil 13,70 m                                                    |
| Saut en hauteur   | Blanka Vlašić Croatie 1,96 m WLJ                                                              | Anna Ksok Pologne 1,87 m                                                             | Petrina Price Australie 1,87 m                                                         |
| Saut à la perche  | Floé Kühnert Allemagne 4,40 m CR                                                              | Yuliya Golubchikova Russie 4,30 m                                                    | Nataliya Belinskaya Russie 4,20 m                                                      |
| Lancer du poids   | Valerie Adams Nouvelle-Zélande 17,73 m AJR                                                    | Zhang Ying Chine 16,76 m                                                             | Laura Gerraughty États-Unis 16,62 m                                                    |
| Lancer du disque  | Ma Xuejun Chine 58,85 m PB                                                                    | Xu Shaoyang Chine 57,87 m                                                            | Seema Antil Inde 55,83 m                                                               |
| Lancer du javelot | Linda Brivule Lettonie 55,35 m PB                                                             | Ilze Gribule Lettonie 54,16 m SB                                                     | Urszula Jasinska Pologne 54,06 m                                                       |
| Lancer du marteau | Ivana Brkljačić Croatie 65,39 m                                                               | Martina Danišová Slovaquie 63,91 m                                                   | Yuliya Rozenfeld Russie 60,83 m PB                                                     |
| Heptathlon        | Carolina Klüft Suède 6 470 points WJR                                                         | Olga Alekseyeva Kazakhstan 5 727 points                                              | Olga Levenkova Russie 5 712 points                                                     |

## Tableau des médailles
| Rang | Nation             | Or | Argent | Bronze | Total |
| ---- | ------------------ | -- | ------ | ------ | ----- |
| 1    | États-Unis         | 9  | 5      | 7      | 21    |
| 2    | Kenya              | 5  | 1      | 2      | 8     |
| 3    | Éthiopie           | 3  | 4      | 1      | 8     |
| 4    | Cuba               | 3  | 1      | 0      | 4     |
| 5    | Croatie            | 3  | 0      | 0      | 3     |
| 6    | Chine              | 2  | 8      | 1      | 11    |
| 7    | Jamaïque           | 2  | 5      | 4      | 11    |
| 8    | Afrique du Sud     | 2  | 0      | 0      | 2     |
| 9    | Russie             | 1  | 2      | 7      | 10    |
| 10   | Pologne            | 1  | 2      | 2      | 5     |
| 11   | Qatar              | 1  | 2      | 1      | 4     |
| 12   | Royaume-Uni        | 1  | 1      | 1      | 3     |
| 12   | Trinité-et-Tobago  | 1  | 1      | 1      | 3     |
| 14   | Lettonie           | 1  | 1      | 0      | 2     |
| 14   | Maroc              | 1  | 1      | 0      | 2     |
| 14   | Ukraine            | 1  | 1      | 0      | 2     |
| 17   | Allemagne          | 1  | 0      | 1      | 2     |
| 17   | Japon              | 1  | 0      | 1      | 2     |
| 19   | Nouvelle-Zélande   | 1  | 0      | 0      | 1     |
| 19   | Roumanie           | 1  | 0      | 0      | 1     |
| 19   | Suède              | 1  | 0      | 0      | 1     |
| 19   | Ouzbékistan        | 1  | 0      | 0      | 1     |
| 23   | Slovaquie          | 0  | 2      | 0      | 2     |
| 24   | Biélorussie        | 0  | 1      | 2      | 2     |
| 25   | Australie          | 0  | 1      | 2      | 3     |
| 25   | France             | 0  | 1      | 2      | 3     |
| 27   | Antigua-et-Barbuda | 0  | 1      | 0      | 1     |
| 27   | Kazakhstan         | 0  | 1      | 0      | 1     |
| 27   | Koweït             | 0  | 1      | 0      | 1     |
| 30   | Brésil             | 0  | 0      | 2      | 2     |
| 30   | Finlande           | 0  | 0      | 2      | 2     |
| 32   | Bahamas            | 0  | 0      | 1      | 1     |
| 32   | Inde               | 0  | 0      | 1      | 1     |
| 32   | Corée du Sud       | 0  | 0      | 1      | 1     |
| 32   | Luxembourg         | 0  | 0      | 1      | 1     |
| 32   | Nigeria            | 0  | 0      | 1      | 1     |
| 32   | Tanzanie           | 0  | 0      | 1      | 1     |

## Légende
Records et Performances
- AR : Record continental (area record)
- CR : Record des championnats (championship record)
- MR : Record du meeting (meet record)
- NR : Record national (national record)
- OR : Record olympique (olympic record)
- PR : Record paralympique (paralympic record)
- PB : Record personnel (personal best)
- SB : Meilleure performance personnelle de la saison (season's best)
- WL : Meilleure performance mondiale de l'année (world leader)
- WJR : Record du monde junior (world junior record)
- WR : Record du monde (world record)

Circonstances et Conditions
- DNF : N'a pas terminé (did not finish)
- DNS : N'a pas pris le départ (did not start)
- DQ : Disqualification (disqualification)
- NM : Aucun essai valable enregistré (No Mark)
- Q : Qualifié « directement » au prochain tour (ou à la prochaine compétition), lors d'une compétition majeure, grâce au classement ou à la réalisation des minima (automatic qualifier)
- q : Qualifié au prochain tour (ou à la prochaine compétition), lors d'une compétition majeure, grâce au repêchage ou à la réalisation de l'une des meilleures performances parmi celles des « non qualifiés directement » (grâce au meilleur temps ou à la meilleure distance par exemple) (secondary qualifier)